# Споменик рату у Авганистану (Кијев)
Споменик рату у Авганистану 1979–1989 је споменик у Кијеву (Кијеву), главном граду Украјине, у знак сећања на војнике који су погинули током рата у Авганистану, након што су совјетске снаге извршиле инвазију на ту земљу 1979. Откривен 1994. године, споменик се налази на пола пута између Печерске лавре и Музеја историје Украјине у Другом светском рату.